# Charibert I
Charibert I (c. 517– noiembrie sau decembrie 567) a fost un rege al Parisului din dinastia merovingiană.
A fost cel de-al doilea fiu a lui Chlothar I și Ingund. Charibert și soția sa Ingoberga au avut o fiică pe nume Bertha (539–c. 612). Charibert de asemenea a avut și mai multe concubine. Cu Merofleda, fiica unui muncitor care prelucra lâna, și sora ei Marcovefa, a avut fiicele: Berteflede (călugăriță în  Tours) și Clothilde (călugăriță în St. Croix, Poitiers). Cu Theodogilda (sau Theudechild), fiica unui văcar: Charibert, a avut singurul fiu, care a murit la o vârstă fragedă. Comportamentul său brutal i-a adus excomunicarea. Charibert a fost cu certitudine mai mult decât regele Parisului atunci când și-a căsătorit fiica Bertha de Ethelbert cu păgânul rege Kent. A luat cu ea pe Episcopul Liudhard pe postul de confesor personal. Influența ei la curtea Kent a fost instrumentală în succesul misiunii St. Augustine și Canterbury, în 597. La moartea sa frații săi au decis să împartă bunurile între ei, căzând la învoială ca Parisul să îl țină în comun. Regina rămasă în viață (una din patru), Theudechild, propune o căsătorie cu Guntram, printr-un consiliu ținut la Paris în 557 și a fost considerat în afara legii precum și la fel de incestios. Guntram decide să o închida folosind  siguranța ei drept pretext, într-o mănăstire de călugărițe la Arles.